# الصليب الأحمر البرازيلي
الصليب الأحمر البرازيلي (بالإنجليزية: Brazilian Red Cross)‏؛هي الجمعية الطبية الرسمية في دولة البرازيل تأسست عام 1978.